# 三宅しのぶ
三宅 しのぶ（みやけ しのぶ）は、高橋留美子の漫画『うる星やつら』およびそれを原作としたアニメ『うる星やつら』に登場する架空の人物。

## 設定・特徴
友引高校に通う女子生徒。初登場時は1年4組、後に進級して2年4組に在籍。2年生の時はクラスの書記を務める。高校1、2年ともに諸星あたるの同級生で、幼馴染。登場当初はあたるの恋人であった。しかし、あたるとラムの関係を目の当たりにしているうちに、次第にあたるを奪い返そうという気持ちは薄れ、恋愛感情は立ち消えた。面堂終太郎登場以降は、面堂に執心している。
セーラー服の似合う清楚な美少女である。2年4組の男子によるクラス内美女投票でも第3位、ミス4組とされている。おかっぱ頭で、クラマと初対面の際に座敷童子と間違われている。あたる曰く「独特の体形」をしている（原作「哀愁でいと」より)。
身長は小柄で、男の中では中肉中背の部類のあたるより頭半分ほど低く、ラムより少し低い。
完全アニメオリジナルストーリーの「しのぶのシンデレラストーリー」では初の主役となる。彼女は長い独り言や妄想ぐせが比較的多く特に後期になるほどそれがアニメでは目立つようになり、シリアスなキャラクターとなっていく。星座は天秤座。

## 特技
原作においては第2話で言い寄る悪魔に押し倒されていたが、第4話「あなたにあげる」において、自分の目の前でラムがあたるに接吻したのに激怒してあたるに机を大量に投げつけて以降、次第に投げるものが教卓やテーブル、ボートなどとエスカレートした結果、重いものを平気で投げたり持ち上げたりする怪力の持ち主になった。クラスの男子からも重いものを持ち上げる際に頼りにされている。劇場版の『うる星やつら オンリー・ユー』では機械、『うる星やつら2 ビューティフル・ドリーマー』では巨大魚を持ち上げ、錆び付き開かなくなったシャッターを片手で開け、「ミス友引コンテスト」では予選であっさり握力計を破壊した。特技は｢お手机（3つの机をお手玉のように空中へ投げ上げたり受け止めたりする技）」、机投げ。当初は嫉妬で多用していた机投げは、連載後半からは授業中にたびたび泥沼化する2年4組の乱闘を鎮圧するために使うようになるが、かえって教室がめちゃくちゃになるのがお決まりである。

## 恋愛関係
当初は、周囲の人々も公認しているあたるの恋人として登場。あたるが地球の命運を賭けた鬼ごっこの鬼に選ばれたとき、あたるに「勝ったら結婚しよう」と告げて奮起させた。これを受けて、あたるが「結婚じゃー!」と叫びつつラムを追いかけたため、ラムはあたるに熱烈に求婚されたと勘違いすることになる。
こうした経緯から、作品初期はあたるを巡ってラムと三角関係にあり、しのぶにあてつけるように人前で公然といちゃつくラムの挑発的な言動に敵対心を抱いてライバル視していた。トラブルを引き起こす主な要因でもあった。
鬼ごっこに勝ったら結婚しようと告げたり、第4話「あなたにあげる」においては家出したあたるに対し、テレビで自分と駆け落ちするよう呼び掛ける大胆さも見受けられる一方、邪魔者であるラムが現れない（原作第15話「いまだ浮上せず」など）時にあたると2人きりになっても、しのぶ本人は純潔を守るこだわりをみせていた。
ラムがタイムスリップし小学1年生のあたるに会いに行った際には、ままごとを持ちかけるなどあたると親しくし、またあたるに微笑みかける「虎縞ビキニの美人なお姉さん」に嫉妬し、あたるをお菓子で釣ろうとするなど、すでに小学1年生にしてあたるの扱いに慣れている描写がある。
しかしあたるはどれだけ尽くしても、虫ピン一本しのぶにくれたことがない状況であり、おまけにラムはあたるを拒絶しないと一方的に思い込んでいたため に、次第に「愛想がつきた」と発言したり、原作第9話「憎みきれないろくでなし」においてラムを拒絶しない心が分からないと言ったりと、段々恋心は薄れてゆく。ついには面堂終太郎登場時に彼に一目惚れし、あたるに愛想を尽かしたため恋人関係は解消した。（ただし面堂はラムに惚れているため進展がなく、言い寄るあたるのことも完全に拒絶することはなかった）。あたるもしのぶが面堂に惚れてすぐはショックを受け、「浮気者、裏切者」となじったり、「大金持ちの面堂と結婚できても面堂家では女中扱いされて不幸になるだけ」と思い直させようとしていたが、やがて彼の中でのラムの立ち位置が大きくなっていったため、しのぶへの執着は薄れていく。
面堂に惚れ込んでいるはずであるが、面堂がウイルスに感染して顔面に変な痣が出た際に「あなたから顔の良さを取ったら何が残るの?」と言い放って嘲りながら去って行ったり(アニメ版のみ)、面堂が寝小便をしたと勘違いして幻滅した際には元カレのあたるに泣きついたりと、存外薄っぺらい言動もしばしば描写されている。
あたるがラムに好意を持つようになって以降（週連載開始後）は、ヒロインとしてではなくメインキャラクターの一人としてその存在を確立する。面堂、あたる、ラムとハイキングや海水浴に行くことが多く、これにサクラが加わることも度々である。仲の悪いあたると面堂ではあるが、ラムとしのぶが緩衝材になっている側面も大きい。
なお、あたるはしのぶをハーレム構想の要員の一人と認識し毎回セクハラを仕掛けるが、しのぶにその気がないために撃退されるのがお決まりとなる。また、あたるはバレンタインデーからチョコをもらえる相手として勘定に入っているが、しのぶの方はわざわざ用意しようとはしていない。
男運は非常に悪く、原作第2話で鏡から出てきた悪魔に言い寄られたのを皮切りに、仏滅高校の総番などの変態や、男女である藤波竜之介、動物（純情キツネなど）といった「普通の人間の男性以外」の存在から好意を持たれるケースが多い。当初恋人同士であったあたるも含まれる。なお、サクラの婚約者である尾津乃つばめと結婚すると不幸になる（「テンからの贈り物」より）らしいが、どう不幸になるかは劇中では語られていない。
「明日をもういっちょ!」において、因幡の上司にあたる管理局員たちの手により破壊された運命の中では、面堂がラムと結婚している未来があっても、しのぶが面堂と結婚している未来はなく、またラムが面堂と結婚した未来ではオールドミスになっている。最終的には物語終盤で登場した運命製造管理局員の因幡と互いに好意を寄せ合い、彼と共に“幸せな恋”を肥料とする時空の花を満開に咲かせた。その後は因幡とコーヒー店で一緒にお茶を共にするなど、最終的に因幡と恋仲になる。なお、このエピソードは連載終了の切っ掛けとなり、作者曰く「これでしのぶにも明るい未来が見えた」と明かした。
なお、初期の短期連載期の話（第13話「系図」）に、10年後にしのぶとあたるが結婚して子供（諸星こける）が存在している“未来”が描かれたが、後に、「運命製造管理局員・因幡」の登場の連作エピソードにより、この未来も「複数ある未来のうちのひとつだった」（「少年サンデーグラフィック・うる星やつら完結編」における高橋留美子の談）と定義づけられ、結果、因幡登場連作の最終話「明日をもういっちょ!」において、因幡の上司にあたる管理局員たちの手により、ドアの向こうに展開される“運命”は全て一度破壊（リセット）されてしまった。
余談だが、「き・え・な・いルージュマジック!!」の回でしのぶはファーストキスをあたるとはしていないと判明する。ラムが作った唇が引き合う口紅をあたるがクラスに持ち込み大騒ぎになった時にしのぶは自分のファーストキスを守るために奮闘していた。（このころはもはやあたるへの関心はゼロであった。）が、不幸にも同性の藤波竜之介と唇が引き合いキスしてしまう。ゆえに彼女のファーストキスの相手は藤波竜之介である（竜之介のファーストキスだったかは不明）。
男装している藤波竜之介とは総番の目をごまかすための偽装デートをしたこともあった。

## 名前の由来
名前は初代の担当編集者で、元・小学館取締役の三宅克（しのぶ。男性）に由来するといわれているが、三宅本人は「偶然の一致かも（笑）」と話している。
また女好きで有名なあたるは、当初は「不吉な人相を持ち、受難の星を背負う人物」というスタンス故に、不吉な数字である「4」と縁があり、先述の所属クラスが1、2年ともに4組で、しのぶに振られた舞台が「四ツ橋」、ラムと鬼ごっこをする時に着けていたゼッケンが「4番」、あたるの誕生日は牡羊座（つまり4月）と大変くどいレベルで「4」に縁があるので、しのぶの名も「し（4）のぶ」というゴロから来ている側面もある。

## 家族
母親は若干ふくよかな体型であり、しのぶ本人も太りやすい体質と自覚している。そのため細身の体型維持のために食事も節制しており、エクササイズも欠かせない。
なお、父親はやせた温泉マーク先生タイプのキャラクターで短期連載時の原作第14話「あやつり人形」のラストで、あたるに風呂を覗かれた（不可抗力であったが）しのぶの悲鳴を聞きつけ、ゴルフクラブを持って駆けつけている。

## キャスト
- 島津冴子 - テレビアニメ版第1作
- 西村ちなみ - パチスロ版
- 内田真礼 - テレビアニメ版第2作[14]

## 注記
1. ↑  原作第12話「性」において判明。
2. ↑  連載が進むにつれ、徐々に髪は伸びている。原作では耳出ししていることが多いが、アニメではあまり出ていない。
3. ↑  彼女のお手机に関しては柳田理科雄著・『空想科学漫画読本2』において科学的に検証され、人類の力ではこの技を実現させることは不可能であると結論付けられている。柳田の計算によると、お手机を実現させるにはハンマー投げの鉄球を少なくとも1440メートル投げ飛ばせるほどのパワーが必要とのこと。
4. ↑  「反省座禅会」他。
5. ↑  「幸せの黄色いリボン」でのしのぶ本人いわく。
6. ↑  あたるはしのぶと付き合いたいために原作5話「絶体絶命」の回ではラムを家から追い出しているが、この努力は報われなかった。原作12話「性」の回ではラムが電撃制裁を多用するようになるのでそれが怖くて強く出られない描写も見られるがしのぶはこの点を無視している。
7. ↑  高橋留美子の公式ツイート(2022年4月17日) - Twitter
8. ↑  「高橋留美子・神谷浩史・上坂すみれ 豪華鼎談」小学館『週刊少年サンデー 2022年46号(2022年10月26日号)』（2022年）156頁
9. ↑  2015年に パルソラ を起業。
10. ↑  『クイック・ジャパン』2007年第71号。
11. ↑  日本では死（し）と4（し）の音が同じのために不吉とする風習がある。
12. ↑  実際に原作第19話「女になって出直せよ」でのあたるの脳内の女性すごろくではしのぶは4の升目で「4（し）のぶ」となっている。
13. ↑  クラス内でラムの接吻を容認する（実際は電撃が怖くて振り切れない）あたるに激怒したしのぶがあたるを追いかけ廻す際に、あたるからラムの方がグラマーだと認める発言を聞いて、怒りが頂点に達したしのぶが机を飛び交わせる（原作では飛びかかる）描写がある。
14. ↑  "「うる星やつら」新作TVアニメ、しのぶ役に内田真礼＆面堂役は宮野真守". コミックナタリー. ナターシャ. 7 April 2022. 2022年4月7日閲覧。